# Tvåbandad fältmätare
Tvåbandad fältmätare, Orthonama vittata, är en fjärilsart som beskrevs av Moritz Balthasar Borkhausen 1794. Tvåbandad fältmätare ingår i släktet Orthonama och familjen mätare, Geometridae. Arten är reproducerande och har livskraftiga, LC, populationer i både Finland och Sverige. Inga underarter finns listade i Catalogue of Life.

## Bildgalleri

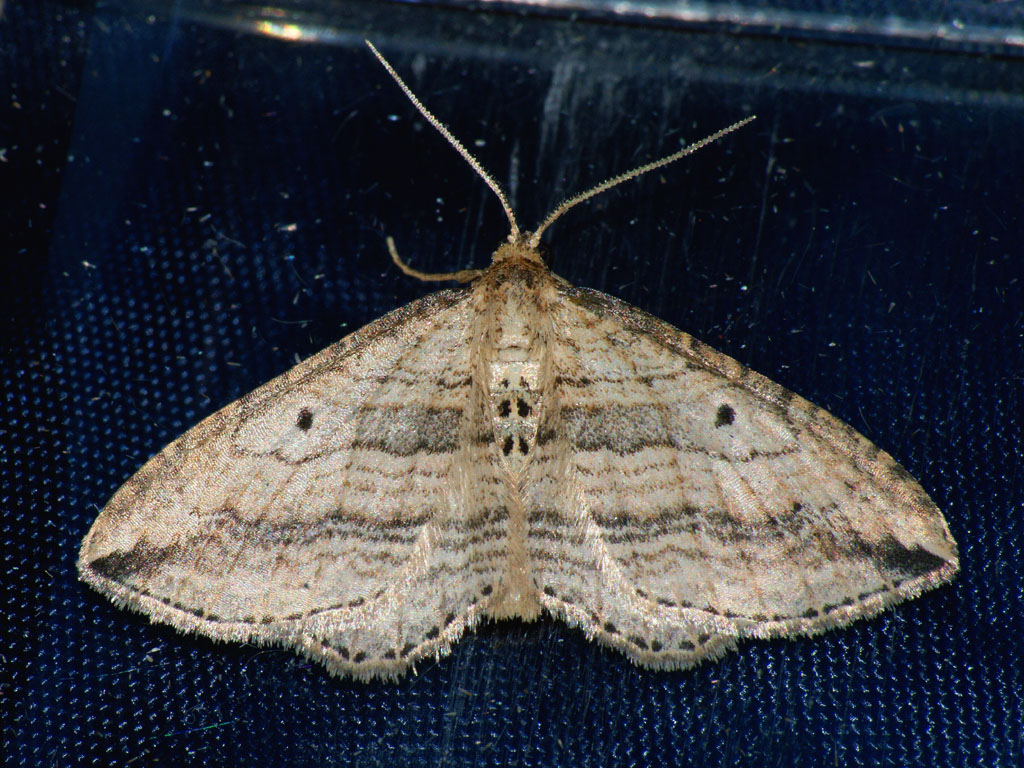
Imago fjäril
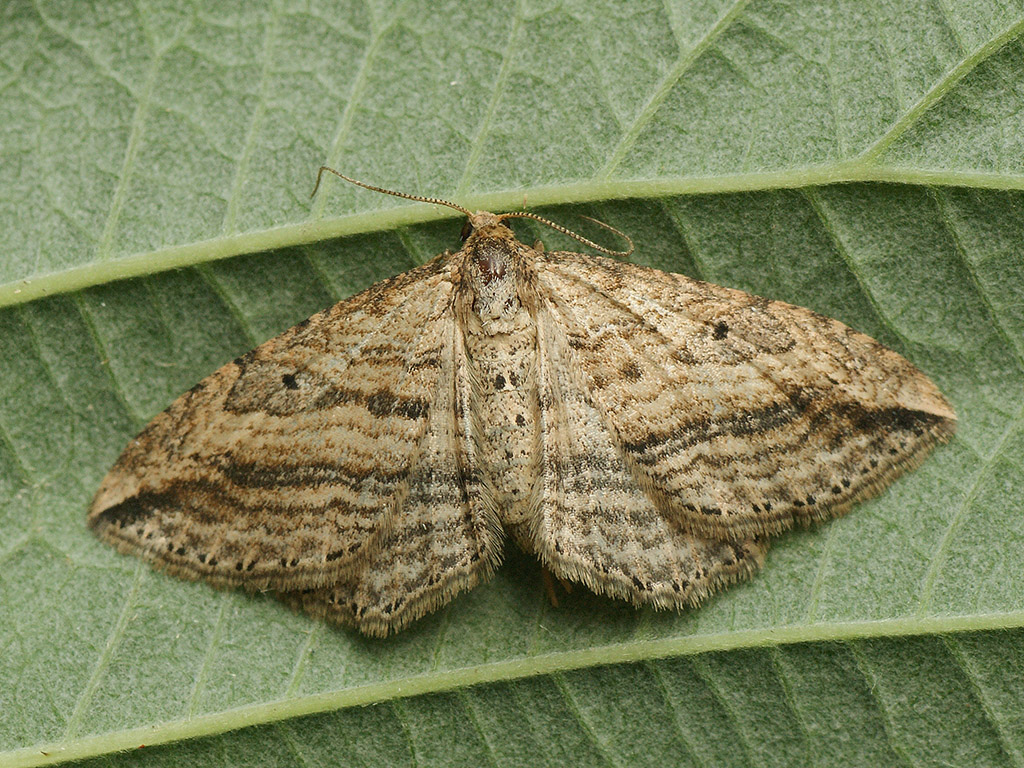
Imago fjäril
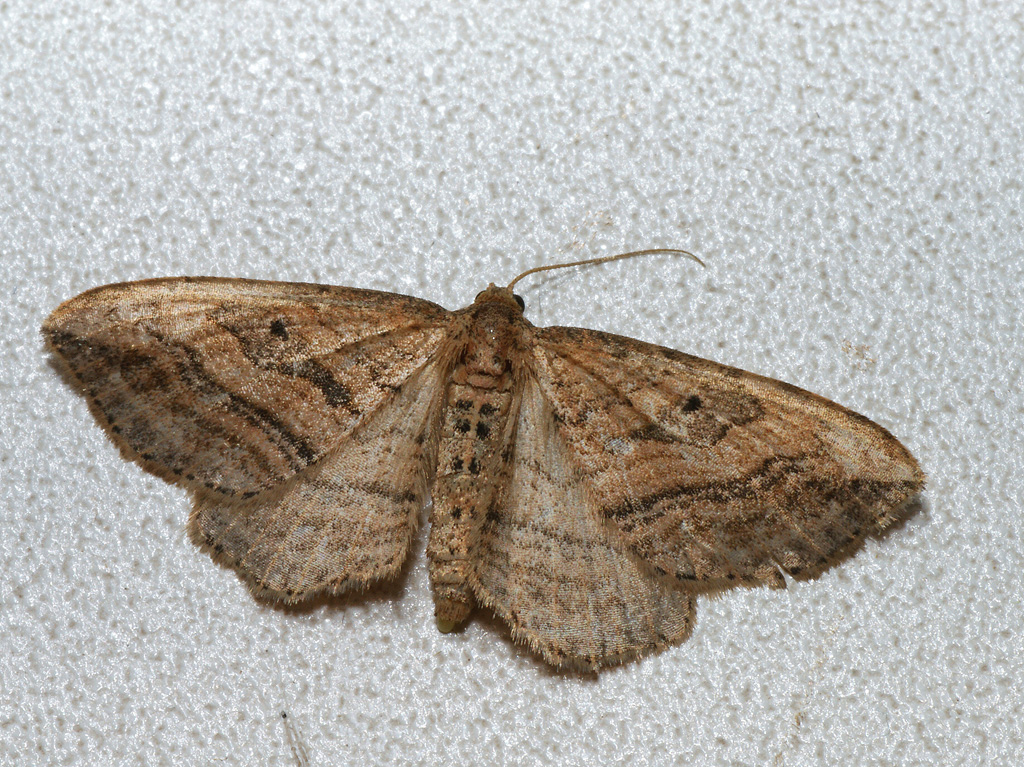
Imago fjäril